# Сильна програма
Сильна програма, або строга соціологія — концепція в соціології наукового знання, розвивається Девідом Блуром (David Bloor), Баррі Барнсом (S. Barry Barnes), Гаррі Коллінзом (Harry Collins), Дональдом Маккензі (Donald A. MacKenzie) і Джоном Генрі (John Henry). Сильна програма критично ставиться до передуючої соціології науки і досліджує не лише помилкові або неправдиві наукові теорії і технології, що не знайшли подальшого застосування, але і успішні теорії і технології симетричним чином. Базові передумови концепції — відмова наділяти наукове знання особливими властивостями і, як наслідок, розгляд науки як специфічної форми культури.

## Характеристика
Концепція виникла в 1970-і роки як одна з альтернатив соціології науки Р. Мертона. Уперше була представлена в книзі Д. Блура «Знання і соціальні уявлення» (1976). Сам термін «сильна програма» означав радикальне посилення позицій соціології у порівнянні з філософією науки — Блур стверджував, що знання не існує поза соціальними чинниками. Тому підхід до знання, із його точки зору, має бути саме соціологічним, а не психологічним — наукове знання є результатом діяльності конкретного суспільства, а не виводиться з універсальних властивостей психіки. Іншою особливістю програми Блура є натуралістичний підхід: знання і ідеї підлягають поясненню точно так, як і природні явища.
Підхід Блура можна відносити до «соціологічного релятивізму». При розгляді помилкових теорій соціологія науки до сильної програми підкреслювала суб'єктивні з точки зору наукової методології позиції дослідників — їх прибічників, на відміну від істинних теорій, для яких підкреслювалися об'єктивні чинники. Сильна програма вимагає, щоб як істинні, так і помилкові наукові теорії трактувалися однаковим чином — це принцип симетрії. Як у разі істинної наукової теорії, так і у разі помилкової теорії, наукові теорії обумовлюються соціальними чинниками і умовами, такими як культурний контекст і власні інтереси дослідників. Суб'єктивні позиції, що враховуються у рамках строгої програми, включають, наприклад, політичні і економічні аспекти наукових теорій. Будь-яке людське знання — оскільки воно є результатом людського пізнання — включає при своєму формуванні соціальні компоненти (це позиція називається соціальним конструкционізмом). Самі по собі соціальні чинники пізнання не порочать пізнавальний процес і його результат — наукове знання. У своєму аналізі Блур запропонував замінити поняття «об'єктивність» на «інтерсуб'єктивность» — ідею, висхідну до колективних уявлень Еміля Дюркгейма. Інтерсуб'є ктивність в даному випадку означає, що встановлення істинності або хибності відбувається в науці у результаті угод (конвенцій) між різними соціальними групами.
Девід Блур у книзі «Знання і соціальне уявлення» (Knowledge and Social Imagery (1976)) формулює чотири необхідні компоненти строгої програми:
- Причинність (каузальність)  — необхідно виявляти умови (психологічні, соціальні і культурні), які встановлюють критерії наукової об'єктивності і достовірності певного виду знання.
- Безсторонність — слід досліджувати як визнані і прийняті кінець кінцем в науковому співтоваристві знання, так і ті, які були знехтувані. Безсторонність означає радикальний сумнів у власних уявленнях (стереотипах) про устрій зовнішнього світу. У соціологічному аналізі наслідком цієї методологічної установки є недовіра до уявлень учених про свою діяльність.
- Симетрія — підходи у поясненні як прийнятих, так і знехтуваних наукових теорій мають бути ідентичні. Прибічники концепції строгої теорії відмічають схильність істориків науки пояснювати успіх успішних теорій урочистістю об'єктивної істини або перевагами техніки і технічних знань, тоді як в поясненні появи і розвитку помилок і неправдивих уявлень, які покищо не знайшли широкого застосування технічних досягнень, дослідники частіше спираються на соціологічні закономірності, розглядають вплив політичних або економічних передумов. Принцип симетрії концепції строгої теорії покликаний вирішити цю незбалансованість у поясненнях. Завжди можна виділити безліч конкуруючих теорій і технологій в рішенні тієї або іншої технічної або наукової задачі. Вибір і подальше переважання однієї з них багато в чому пояснюється соціальними чинниками. Іншими словами, пояснення наукової діяльності в термінах «доказу», «істини» або «об'єктивності» повинне поєднуватися з безпосередньо соціологічним поясненням, що розглядає наукові теорії або їх творців в соціальному контексті.
- Рефлексивність — ці компоненти повинні застосовуватися і до аналізу самої соціології, у тому числі соціології наукового знання.

Бруно Латур (1999) вважає, що сильна програма зробила безпрецедентний вплив на усе поле STS — Science and Technology Studies. Концепція Блура перекликається з «соціальною теорією пізнання» С.Фуллера, Е. Голдмана, одним з різновидів «натуралістичної епістемології», що наслідує ідеї У. Куайна.

## Критика
Сильна програма піддавалася критиці за радикальний релятивізм в поясненні наукового знання. Алан Сокал піддав такий підхід критиці в ході «Наукових воєн», що розгорнулися в 1990-х роках. Сокал вважав, що радикальний релятивізм неминуче веде до соліпсизму і постмодернізму. Прибічники сильної програми у свою чергу вважали, що звернення до соціологічного релятивізму носить виключно методологічний характер. Сам Блур вважав, що критики невірно розуміли релятивізм, оскільки, з його точки зору, сучасна наука є релятивістською за визначенням; релятивізм не є ідеалізмом, ірраціоналізмом, сингуляризмом або суб'єктивізмом.

## Ресурси Інтернету
- STS Wiki
- WTMC Wiki
- Historical sociologist Simon Schaffer is interviewed on SSK
- Historical sociologist Steven Shapin is interviewed on SSK
- Discussion of Thomas Kuhn and Scientific Revolutions. Kuhn is considered an important influence on the strong programme